# Charles Alvin Beckwith
Charlie Alvin Beckwith, noto come Chargin' Charlie  (Atlanta, 22 gennaio 1929 – Austin, 13 giugno 1994), è stato un militare statunitense, membro dell'Esercito degli Stati Uniti e veterano della guerra del Vietnam che raggiunse il grado di colonnello.

## Biografia
Beckwith gettò le basi per la creazione della Delta Force, unità speciale per le operazioni dell'Esercito. Guidò infatti per la prima volta la Delta Force nell'Operazione Eagle Claw per la liberazione degli ostaggi americani in Iran nell'aprile 1980, ma l'operazione si concluse con il totale fallimento a causa di problemi tecnici e incidenti durante la fase iniziale senza che i suoi uomini fossero neppure potuti entrare in azione.